# شالیناتس
شالیناتس (به صربی: Šalinac) یک منطقهٔ مسکونی در صربستان است که در اسمدرفو واقع شده‌است. شالیناتس ۱۰٫۵۸ کیلومتر مربع مساحت و ۵۵۸ نفر جمعیت دارد و ۶۸ متر بالاتر از سطح دریا واقع شده‌است.